# Championnats d'Europe de gymnastique artistique féminine 1977
Navigation
Édition précédente Édition suivante
Le 11e championnat d'Europe de gymnastique artistique féminine s'est déroulé à Prague en 1977.

## Divers
La délégation roumaine s'est retirée de la compétition pour protester contre la partialité des juges. À la suite de cette décision, Nadia Comaneci a été déclassée de la poutre alors qu'elle avait gagné l'épreuve.

## Résultats

### Concours général individuel

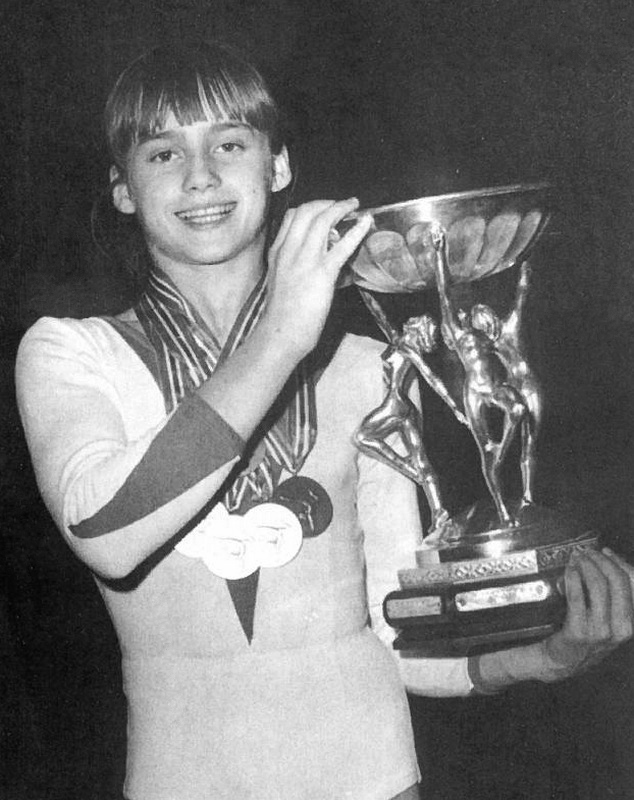
Nadia Comăneci lors des championnats d'Europe de 1977.

| Rang               | Gymnaste             | Total |
| ------------------ | -------------------- | ----- |
| Médaille d'or      | Nadia Comăneci (ROU) |       |
| Médaille d'argent  | Yelena Mukhina (URS) |       |
| Médaille de bronze | Nellie Kim (URS)     |       |

### Finales par engins

#### Saut
| Rang               | Gymnaste             | Total |
| ------------------ | -------------------- | ----- |
| Médaille d'or      | Nellie Kim (URS)     |       |
| Médaille d'argent  | Nadia Comăneci (ROU) |       |
| Médaille de bronze | Yelena Mukhina (URS) |       |

#### Barres asymétriques
| Rang               | Gymnaste             | Total |
| ------------------ | -------------------- | ----- |
| Médaille d'or      | Nadia Comăneci (ROU) |       |
| Médaille d'or      | Yelena Mukhina (URS) |       |
| Médaille de bronze | Steffi Kräker (GER)  |       |

#### Poutre
| Rang               | Gymnaste              | Total |
| ------------------ | --------------------- | ----- |
| Médaille d'or      | Yelena Mukhina (URS)  |       |
| Médaille d'argent  | Nellie Kim (URS)      |       |
| Médaille de bronze | Mariya Filatova (URS) |       |

#### Sol
| Rang               | Gymnaste              | Total |
| ------------------ | --------------------- | ----- |
| Médaille d'or      | Mariya Filatova (URS) |       |
| Médaille d'or      | Yelena Mukhina (URS)  |       |
| Médaille de bronze | Nellie Kim (URS)      |       |

## Tableau des médailles
| Rang | Nation | Or | Argent | Bronze | Total |
| ---- | ------ | -- | ------ | ------ | ----- |
| 1    | URS    | 5  | 2      | 4      | 11    |
| 2    | ROM    | 2  | 1      | 0      | 3     |
| 3    | GER    | 0  | 0      | 1      | 1     |